# Jake T. Austin
Jake T. Austin (Jake Toranzo Austin Szymanski, Jakey) (New York, 1994. december 3. –) amerikai színész. Édesapja lengyel, angol, ír míg édesanyja Puerto Ricó-i és argentin származású.
Korábban a Varázslók a Waverly helyből című eredeti Disney sorozatban a legfiatalabb Russo varázslót, Max Russo-t játszotta. Egy animációs sorozatban is szerepel a Nicktoons Network csatornán Diego-ként a Go, Diego, Go!-ban. Más animációs filmben is hallható a hangja, ilyen pl. a Hangya boy (The Ant Bully) és a Kis nagy hős (Everyone's Hero) és a Rio. Több eredeti Disney filmben is szerepelt. Ezek a Johnny Kapahala: Újra a fedélzeten (Johnny Kapahala: Back on Board), és a The Perfect Game címűek. 2009-ben jelent meg a Kutyaszálló című filmje.

## Szerepei

### Filmek
| Év   | Magyar cím (Eredeti cím)                                                       | Szerep                         | Magyar hang     |
| ---- | ------------------------------------------------------------------------------ | ------------------------------ | --------------- |
| 2020 | (Adverse)                                                                      | Lars                           |                 |
| 2017 | (The Valley)                                                                   | Chris                          |                 |
| 2017 | Az Emoji-film (The Emoji Movie)                                                | Alex (hang)                    | Baráth István   |
| 2017 | Tini Titánok: A Júdás szerződés (Teen Titans: The Judas Contract)              | Jaime Reyes / Kék Bogár (hang) | Timon Barnabás  |
| 2016 | Az Igazság Ligája a Tini Titánok ellen (Justice League vs. Teen Titans)        | Jaime Reyes / Kék Bogár (hang) | Timon Barnabás  |
| 2014 | (Grantham & Rose)                                                              | Grantham Portnoy               |                 |
| 2014 | Tom Sawyer & Huckleberry Finn (Tom Sawyer & Huckleberry Finn)                  | Huckleberry Finn               | Bogdán Gergő    |
| 2014 | Rio 2. (Rio 2)                                                                 | Fernando (hang)                | Ducsai Ábel     |
| 2013 | Khumba (Khumba)                                                                | Khumba (hang)                  | Bereczki Zoltán |
| 2013 | A varázslók visszatérnek: Alex kontra Alex (The Wizards Return: Alex vs. Alex) | Max Russo                      | Timon Barnabás  |
| 2011 | Szilveszter éjjel (New Year's Eve)                                             | Seth Anderson                  | Timon Barnabás  |
| 2011 | Rio (Rio)                                                                      | Fernando (hang)                | Ducsai Ábel     |
| 2010 | A tökéletes csapat (The Perfect Game)                                          | Angel Macias                   |                 |
| 2009 | Varázslók a Waverly helyből – A film (Wizards of Waverly Place: The Movie)     | Max Russo                      | Timon Barnabás  |
| 2009 | Kutyaszálló (Hotel for Dogs)                                                   | Bruce                          | Timon Barna     |
| 2007 | Johnny Kapahala: Újra a fedélzeten (Johnny Kapahala: Back on Board)            | Chris                          |                 |
| 2006 | Kis nagy hős (Everyone's Hero)                                                 | Yankee Irving (hang)           | Penke Bence     |
| 2006 | Hangya boy (The Ant Bully)                                                     | Nicky (hang)                   | Morvay Bence    |

### Televízió
| Év        | Sorozat                                                                      | Szerep                      | Megjegyzés                                                 |
| --------- | ---------------------------------------------------------------------------- | --------------------------- | ---------------------------------------------------------- |
| 2017      | Justice League Action (Justice League Action)                                | Kék bogár                   | Kettő epizód magyar hangja Moser Károly                    |
| 2016      | (Dancing with the Stars)                                                     | Önmaga                      | szereplő                                                   |
| 2013–2015 | (The Fosters)                                                                | Jesus Foster                | főszereplő                                                 |
| 2012      | Esküdt ellenségek: Különleges ügyosztály (Law & Order: Special Victims Unit) | Rob Fisher                  | Egy epizód: Home Invasions                                 |
| 2012      | Haláli testcsere (Drop Dead Diva)                                            | Samuel Forman               | Egy epizód: Home                                           |
| 2009      | Zack és Cody a fedélzeten (The Suite Life on Deck)                           | Max Russo                   | Egy epizód: Dupla keresztezés magyar hangja Timon Barnabás |
| 2008      | (Happy Monster Band)                                                         | Bluz (hang)                 | mellékszereplő                                             |
| 2007–2012 | Varázslók a Waverly helyből (Wizards of Waverly Place)                       | Max Russo                   | főszereplő magyar hangja Timon Barnabás                    |
| 2005      | (Merry F#%$in' Christmas)                                                    | különböző karakterek (hang) | TV-s különkiadás                                           |
| 2005–2008 | Go Diego, Go! (Go, Diego, Go!)                                               | Diego (hang)                | főszereplő magyar hangja Baráth István                     |
| 2004      | Dóra, a felfedező (Dora the Explorer)                                        | Diego (hang)                | Három epizód magyar hangja Baráth István                   |
| 2003      | David Letterman Show (Late Show with David Letterman)                        | gyerek                      | Egy epizód                                                 |